# Ribécourt-la-Tour
Ribécourt-la-Tour è un comune francese di 387 abitanti situato nel dipartimento del Nord nella regione dell'Alta Francia.

## Società

### Evoluzione demografica
Abitanti censiti